# Ruheversicherung
Die Ruheversicherung ist im Bereich der Kraftfahrzeugversicherung eine freiwillige Leistung der Versicherungsunternehmens und ist i. d. R. beitragsfrei.
Ein gesetzlicher Anspruch auf eine Beitragsfreiheit besteht nicht. Vielmehr besteht der Versicherungsvertrag auch nach Abmeldung des Fahrzeugs bis zum Ende des Versicherungsjahres weiter. Im Falle einer Wiederanmeldung innerhalb von 18 Monaten, tritt die Versicherung zu den alten Bedingungen wieder in Kraft. Ein Wechsel zu einem anderen Versicherungsunternehmen ist nur nach ausgesprochener Kündigung eines der Vertragspartner oder unter Einverständnis des alten Versicherers möglich. Die sogenannte älteren Rechte des früheren Versicherers.
Fast alle in Deutschland tätigen Versicherungsunternehmen bieten eine Ruheversicherung an. Diese musste früher entsprechend beantragt werden, heute stellen die meisten Versicherungen automatisch nach Abmeldung auf Ruheversicherung um. Die Ruhestellung ist eine Serviceleistung der Versicherer, das Risiko für die Versicherung ist nach Abmeldung gering. Weshalb während der Ruhezeit kein Beitrag erhoben werden muss. Das größte Risiko ist der Diebstahl des Fahrzeugs, weil es oft mehrere Tage unbeaufsichtigt abgestellt ist. Deshalb wird von einigen Versicherungen bei hochpreisigen Fahrzeugen eine kostenlose Ruheversicherung ausgeschlossen. In der Regel beträgt die Länge der Ruheversicherung 6–18 Monate.
Die Ruheversicherung stellt sicher, dass auch für stillgelegte Fahrzeuge Versicherungsschutz besteht. Sofern das Fahrzeug unbefugt – z. B. durch Entwendung – benutzt und ein Haftpflichtschaden verursacht wird, leistet der Versicherer Schadenersatz, der als Letzter eine Versicherungsbestätigung bei der Zulassungsstelle hinterlegt hat. Bestand bei Stilllegung eine Kaskoversicherung (Voll- oder Teilkasko), besteht für den Zeitraum  auch Teilkaskoversicherungsschutz (außer bei Wohnwagenanhängern). Keine Ruheversicherung tritt ein, sofern der Zeitraum zwischen An- und Abmeldung weniger als 14 Tage beträgt.
In einzelnen Fällen kann es für den Versicherungsnehmer sinnvoller sein, den Vertrag nach Stilllegung aktiv mit Beitrag weiter zu führen. Die meisten Versicherungsunternehmen knüpfen an die Ruheversicherung bestimmte Bedingungen, wie z. B. dass das Fahrzeug „in einem Einstellraum oder einem befriedeten Gelände abgestellt“ wird. Ein offener Hof oder Carport vor der Wohnung des Versicherungsnehmers erfüllt diese Bedingung nicht.
Grundsätzlich dürfen Fahrzeuge im Ruheversicherungszeitraum (das gilt auch bei Saisonkennzeichen außerhalb der Saison) nicht auf öffentlichen Straßen oder Plätzen abgestellt werden.